# いちごブロンド
『いちごブロンド』（The Strawberry Blonde）は1941年のアメリカ合衆国の映画。ラオール・ウォルシュ監督の作品で、出演はジェームズ・キャグニーなど。
1933年に公開された映画『或る日曜日の午後』のリメイク作でもある。1998年には、アメリカの映画評論家であるジョナサン・ローゼンバウムが、アメリカ映画ベスト100に選出されていない最高のアメリカ映画の一つとして本作を挙げている。

## キャスト
※括弧内は日本語吹替（テレビ版）
- ビフ・グライムス：ジェームズ・キャグニー（近石真介）
- エイミー・リンド：オリヴィア・デ・ハヴィランド（杉田郁子）
- バージニア・ブラッシュ：リタ・ヘイワース
- グライムス：アラン・ヘイル
- ヒューゴ・バーンズテッド：ジャック・カーソン
- ニコラス・パパラス：ジョージ・トビアス
- ハロルド：ジョージ・リーヴス

## スタッフ
- 監督：ラオール・ウォルシュ
- 製作：ハル・B・ウォリス
- 原作戯曲：ジェームズ・ヘイガン
- 脚本：ジュリアス・J・エプスタイン、フィリップ・G・エプスタイン
- 撮影：ジェームズ・ウォン・ハウ
- 作曲：ハインツ・ロームヘルド
- 音楽：レオ・F・フォーブステイン